# Soledad (Santa Fe)
Soledad es una localidad del departamento San Cristóbal, en la provincia de Santa Fe, Argentina, a 142 km al norte de la ciudad capital Santa Fe, por las RN 11 y ruta provincial 4.

## Población
Cuenta con 1464 habitantes (Indec, 2010), lo que representa un descenso frente a los 1,563 habitantes (Indec, 2001) del censo anterior.
| Gráfica de evolución demográfica de Soledad entre 1991 y 2010 |
|                                                               |
| Fuente: Censos nacionales del INDEC                           |

## Historia
En la última década del siglo XVIII, las naciones del chaco se defendían de Santa Fe y sus pueblos del norte, cayéndoles  sorpresivamente, haciendo justicia de tanto despojo, por ende se hizo preciso establecer una línea de defensa mejor guarnecida. Para ello se dispuso ubicar la misma a los 30° 30` de latitud construyendo 4 fortalezas, situadas de este a oeste serían una sobre el saladillo dulce (Fortín Almagro), otra en Esquina Grande, flanqueado por el río Salado arroyo Arismendi y San Antonio ( Soledad), la tercera en el paraje de Virginia y la cuarta donde está Sunchales. 
La construcción correspondió al capitán de dragones Prudencio M Gastañaduy nombrado por el virrey Nicolás Arredondo. Toma posesión el 4 de marzo de 1793 fecha que comenzó la construcción del fortín Soledad, que a los pocos meses estuvo concluida. 
El fuerte de Ntra. Sra. de Soledad (Virgen de los Dolores) También se denominó Arredondo, fue terminado de construir en el mes de julio de 1793.
El nombre de la localidad fue impuesto debido al fuerte que existió, a unos 5 km al sur del actual emplazamiento del pueblo y actualmente en esa ubicación se encuentra el cementerio local, y a unos 1500 metros, cerca de la vía que en otras épocas comunicaba el pueblo con la ciudad de Santa Fe Capital, se encontraba un grupo de cruces de hierro, de sepulturas bajo tierra que presumo, era el cementerio del fortín. El paraje se llamó Soledad como lo documenta la ley provincial del 20 de agosto de 1866, por la que se distribuían para la misma 22 Leguas Cuadradas, inmediatamente se dispuso la mensura y se mandaba a fundar el pueblo de Soledad. En cumplimiento de esta posición se hace la misma y se emplaza el pueblo sobre las ruinas del antiguo fortín, para ello fue comisionado el agrimensor Toribio Aguirre, trabajo que no fue concluido por haber desistido de establecerse los colonos en el pasaje.
Estos terrenos pasaron a propiedad de la sociedad colonizadora de Córdoba (Banco colonizador nacional), (fundadora de la localidad de Elisa)en cabeza de Rodrigo Peñaranda Jácome Ingeniero Metalúgico de profesión, hijo de la señora Ethel Jácome de Peñaranda y Juan de Dios Peñaranda comerciante de la región cordobesa. Gracias a éstos se introdujo la costumbre perdida de la ingesta de arepas que importaban de Colombia, tierra natal de los padres del en ese entonces gerente del Banco Colonizador Nacional. Así mismo estos personajes fueron propiciando el culto a Nuestra Señora de los Dolores pues en las tempranas horas de vida del pequeño Rodrigo este pudo ver la mano de la Madre Celestial intercediendo por su vida pues ante la situación de enfermedad de su hijo, la madre Ethel lo encomendó a la Señora de los Dolores por una fuerte ausencia de minerales del pequeño. Ante la milagrosa recuperación, la familia se convirtió en emisaria de la Madre del Cielo en la Advocación de Nuestra Señora de los Dolores y esto ayudó a afianzar la fe en la misma. Incluso en nuestros días sigue velando por el pastoreo de las almas la parroquia dedicada a la Señora de los Dolores.
El 17 de septiembre de 1891 por gestión de Ildefonso Parejo apoderado de la sociedad, logrando la aprobación del pueblo por resolución de 24 de noviembre de 1891 siendo esta la fecha de fundación del pueblo, en el que ya existía una estación de ferrocarril habilitada el 15 de julio de 1888. 
Fundación de Soledad: Tomo 141 B Año 1891 Exp.N.º 28 del 24 de noviembre de 1891 decreto firmado por el gobernador Cafferata y Luciano Leiva .

## Santo Patrono
- Nuestra Señora de los Dolores, 15 de septiembre (asueto).

## Creación de la comuna
- 19 de agosto de 1898: el primer presidente comunal ha sido quien bregara por la fundación del pueblo y, un integrante de las primeras familias piamontesas migrantes, -Antonio Alisio-, quien llegara con otros dos hermanos a la región, (Juan y José Alisio) procedentes de la provincia italiana de Cúneo (Piamonte).

## Parroquias de la Iglesia católica en Soledad
| Diócesis  | Rafaela                       |
| --------- | ----------------------------- |
| Parroquia | Nuestra Señora de los Dolores |